# Pseudischyrus
Pseudischyrus é um género de coleópteros da família Erotylidae.